# ویکتور فرناندز
ویکتور فرناندز (انگلیسی: Víctor Fernández؛ زادهٔ ۲۸ نوامبر ۱۹۶۰) بازیکن فوتبال و مربی فوتبال اهل اسپانیا است. وی همچنین به عنوان سرمربی تیم فوتبال پورتو را قهرمان جام بین قاره‌ای (فوتبال) کرد. (آخرین دوره این جام که برگزار شد)
از باشگاه‌هایی که در آن بازی کرده‌است می‌توان به باشگاه فوتبال رئال بتیس اشاره کرد.